# 483454 Hosszúkatinka
483454 Hosszúkatinka  è un asteroide della fascia principale. Scoperto nel 2002, presenta un'orbita caratterizzata da un semiasse maggiore pari a 2,3897121 au e da un'eccentricità di 0,1308959, inclinata di 1,18260° rispetto all'eclittica.